# Харпачка
Харпа́чка — село в Україні, в Гайсинському районі Вінницької області.

## Географія
Лежить на лівому березі Південного Бугу, за 20 км від районного центру, за 16 км від залізничної станції Ладижин. Населення — 1539 чоловік.
Через село протікає річка Дрібна, ліва притока Південного Бугу.

## Історія
Згадується село в історичних джерелах XVIII ст. У травні 1861 року селяни повстали проти поміщика. На придушення повстання було кинуто кілька рот солдатів. У червні 1905 року селяни вимагали переділу поміщицької землі.
На околиці Харпачки виявлено ранньотрипільське поселення. (http://ukrssr.com.ua/vinn/gaysinskiy/harpachka-gaysinskiy)
7 (20) листопада 1917 року, відповідно до Третього Універсалу Української Центральної Ради, увійшло до складу Української Народної Республіки.
12 червня 2020 року, відповідно до розпорядження Кабінету Міністрів України № 707-р «Про визначення адміністративних центрів та затвердження територій територіальних громад Вінницької області», село увійшло до складу Гайсинської міської територіальної громади.
19 липня 2020 року, в результаті адміністративно-територіальної реформи та ліквідації Гайсинського району (1923—2020), село увійшло до складу новоутвореного Гайсинського району.
поштовий індекс — 23742. Телефонний код — 4334. Займає площу 2,14 км².

## Відомі люди
Уродженцем села є Химич Віталій Іванович, сержант ЗСУ, загинув у боях за Дебальцеве.